# Горації

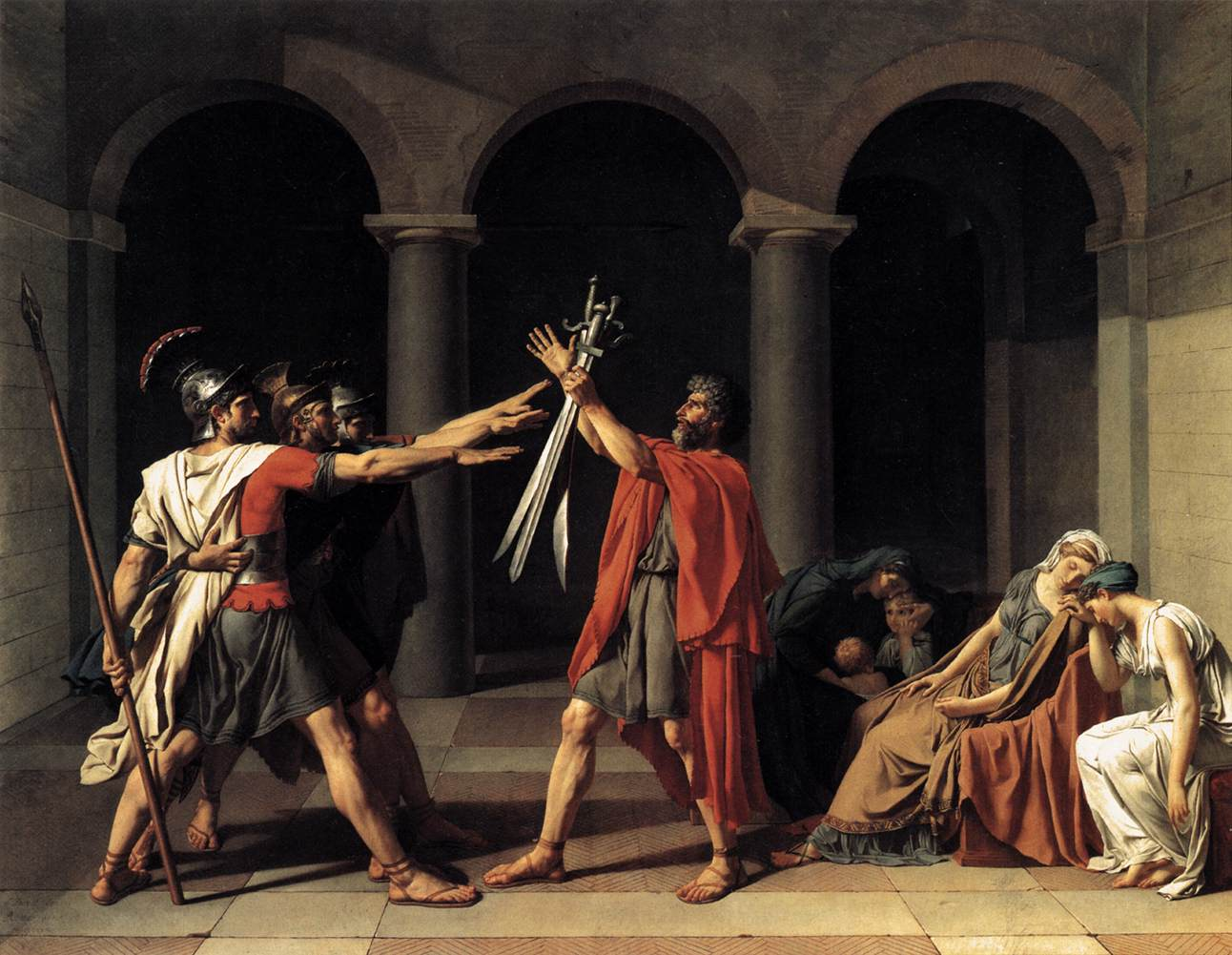
Ж. Л. Давид «Клятва Гораціїв» 1784

Горації (лат. Horatii) — патриціанський рід у Стародавньому Римі.

## Відомі представники
- Три брати-близнюки з роду Гораціїв, які перемогою в поєдинку з трьома братами-близнюками Куріаціями вирішили долю війни Риму з містом Альба-Лонга — про це розповідає легенда про Гораціїв та Куріаціїв.
- Марк Горацій Пульвілл, консул-суффект 509 року до н. е., консул 507 року до н. е. Уклав першу угоду з Карфагеном щодо зон впливу.
- Публій Горацій Коклес (Одноокий), що прославився при нападі етрусків на Рим у кін. VI ст. до н. е. Публій Горацій один стримував натиск ворогів до тих пір, поки Пальовий міст (лат. Pons sublicius) через Тибр позаду нього не був зруйнований.
- Гай Горацій Пульвілл, консул 477 року до н. е.
- Квінт Горацій Флакк (лат. Quintus Horatius Flaccus; 8 грудня 65 до н. е., Венузія — 27 листопада 8 до н. е., Рим) — римський поет «золотого століття» римської літератури. Його творчість припадає на епоху громадянських війн кінця республіки і перші десятиліття нового режиму Октавіана Августа.